# Реактив Шиффа

Молекула фуксина

Реактив Шиффа (H. Schiff; синоним фуксинсернистая кислота) — реактив для качественного определения альдегидной группы органических соединений, открытый Хуго Шиффом.

## Получение
Все способы приготовления реактива Шиффа основаны на присоединении к фуксину сернистой кислоты, отличаясь лишь методами её получения:

- Диоксид серы медленно барботируют через 0,025% водный раствор фуксина, до тех пор, пока раствор не  изменит цвет.
- Используют готовый раствор сернистой кислоты. Фуксин растворяют в нём при комнатной температуре.
- К раствору фуксина добавляют раствор метабисульфита, сульфита либо гидросульфита натрия или калия, после чего смесь подкисляют соляной кислотой. Образование диоксида серы и его взаимодействие с фуксином протекают in situ в растворе.

По окончании сосуд с реакционной смесью тщательно закрывают и выдерживают в тёмном месте, обычно до утра или дольше.

## Хранение
Хранить готовый реактив Шиффа рекомендуется при температуре 0—4 °C. При этой температуре в плотно закрытых склянках реактив Шиффа может сохранять свои свойства в течение 6 месяцев и дольше.
Непосредственно перед применением к реактиву иногда приливают слабокислый буферный раствор до рН 3.

## Физические свойства
Реактив Шиффа бесцветный или очень бледно жёлтый. Обладает резким неприятным запахом диоксида серы. Крепкие свежеприготовленные растворы фуксинсернистой кислоты дымят на воздухе. При нагревании раствора до кипения и на свету реактив Шиффа разлагается на диоксид серы и фуксин, приобретая при этом соответствующий пурпурно-красный цвет. При контакте реагента с кожей оставляет цветные пятна.

## Химические свойства
Разлагается на свету и при нагревании (см. выше).
Под действием различных окислителей, некоторых кетонов (например, ацетона), непредельных соединений, органических и неорганических оснований, а также ряда солей, способных к гидролизу, реактив Шиффа окисляется до фуксина и серной кислоты либо её солей.
Характерным химическим свойством фуксинсернистой кислоты является её взаимодействие с альдегидами с образованием яркоокрашенного фиолетового продукта:

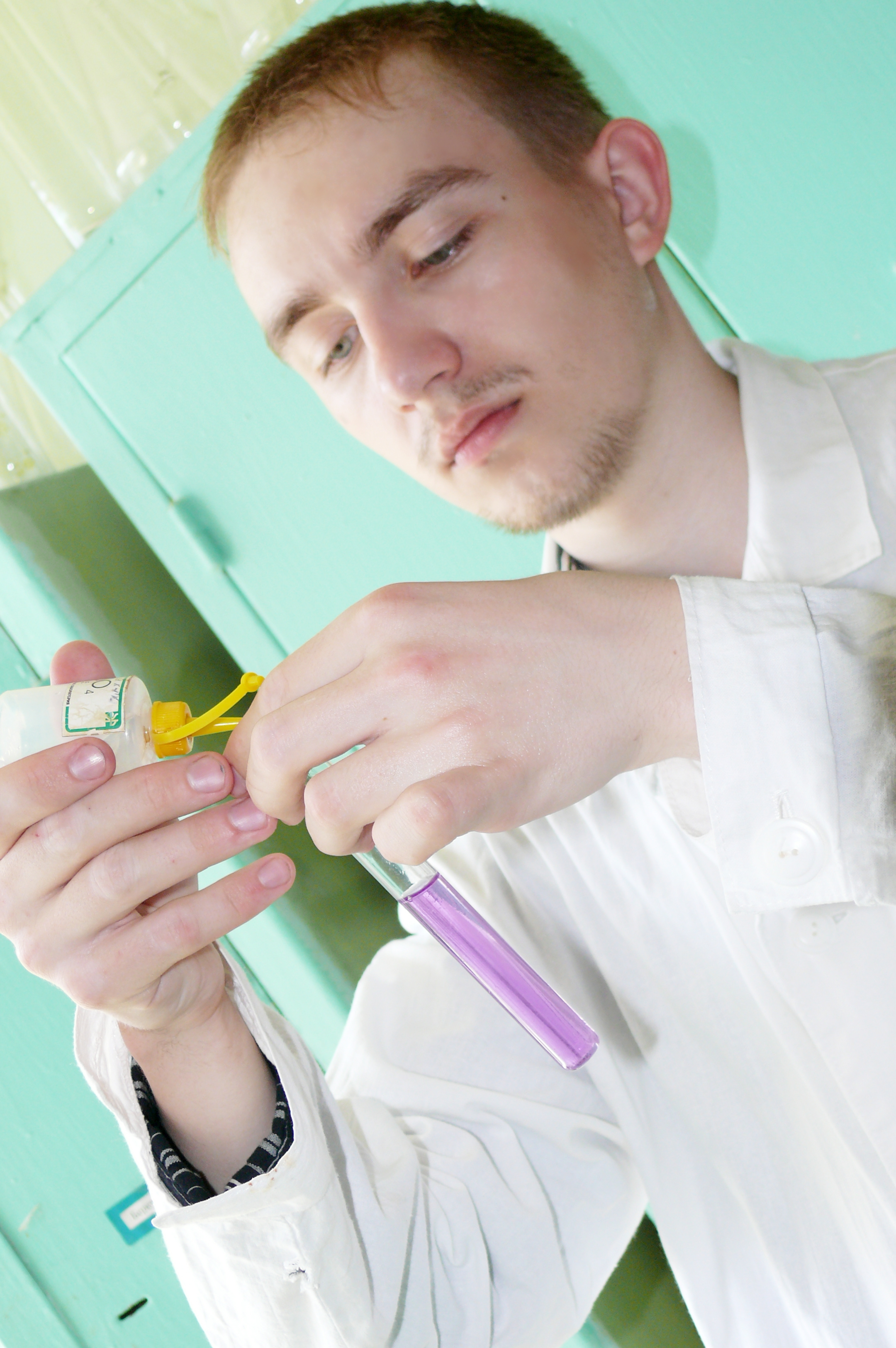
Продукт взаимодействия фуксинсернистой кислоты (реактива Шиффа) с альдегидом. Фото лаборатории Drago laboratory.

Реакция очень чувствительна (например, можно определить 1 мкг формальдегида). В то же время ароматические гидроксиальдегиды, глиоксаль, α,β-ненасыщенные альдегиды не дают окрашивание.
Все продукты взаимодействия, кроме продукта взаимодействия с формальдегидом, обесцвечиваются при воздействии на них растворами сильных кислот.

## Применение
Фуксинсернистая кислота (реактив Шиффа) применяется в качестве :
- В аналитической химии как реактив на альдегиды;
- В микробиологии как компонент среды Эндо;
- При крашении тканей в качестве состава для получения красителя.